# Mikołaj Rychlik
Mikołaj Rychlik herbu Wręby (zm. po 1459) – dworzanin królewski, podający się za króla Władysława Warneńczyka.
Pochodził z rodziny przybyłej na ziemię przemyską z Rusi, był synem Macieja (dziedzica Krukienic), spokrewnionego z biskupem prawosławnym przemyskim Eliaszem. Młodszy brat Mikołaja Piotr studiował na Akademii Krakowskiej i w latach 40. XV wieku był plebanem w Kulikowie.
Pierwszy raz w dokumentach wymieniony jest w 1429, kiedy prowadził transakcje nieruchomościami w Przemyślu. Prawdopodobnie od 1431 był dworzaninem Władysława Jagiełły; po śmierci króla w 1434 przez kilka lat gospodarował w rodzinnych Krukienicach (odziedziczonych po nieżyjącym już wówczas ojcu), gdzie wspólnie z bratem uposażył kościół parafialny. Przed 1439 uzyskał dla Krukienic prawa miejskie. Prowadził liczne procesy sądowe, dzierżył kilka wsi królewskich. Około 1439 został dworzaninem Władysława Warneńczyka. Od 1442 towarzyszył królowi w kolejnych wyprawach wojennych, w tym kampanii 1444 zakończonej bitwą pod Warną.
Po 1444 przez kilkanaście lat nie było wiadomości o Rychliku. W 1459 pojawił się w Poznaniu, gdzie podawał się za króla Władysława, który miał ocaleć z pola bitwy warneńskiej. Samozwańca rozpoznał wojewoda poznański Łukasz Górka, który znał Rychlika jeszcze z czasów wspólnej służby na dworze królewskim. Górka zamierzał stracić Rychlika, ale wskutek sprzeciwu innych dostojników wielkopolskich nie doszło do egzekucji; sprawę przekazano sejmowi walnemu, który – mimo potwierdzenia oszustwa przez królową-matkę Zofię – nie orzekł kary śmierci. Resztę życia Rychlik spędził w więzieniu.
Mikołaj Rychlik był żonaty z Gertrudą z Mzurowskich, córką stolnika przemyskiego Jana; miał syna Jana oraz córki Fennę (żonę Piotra Chynowskiego) i Jadwigę (żonę Aleksandra Drohojowskiego).